# St. Marien (Schladen)

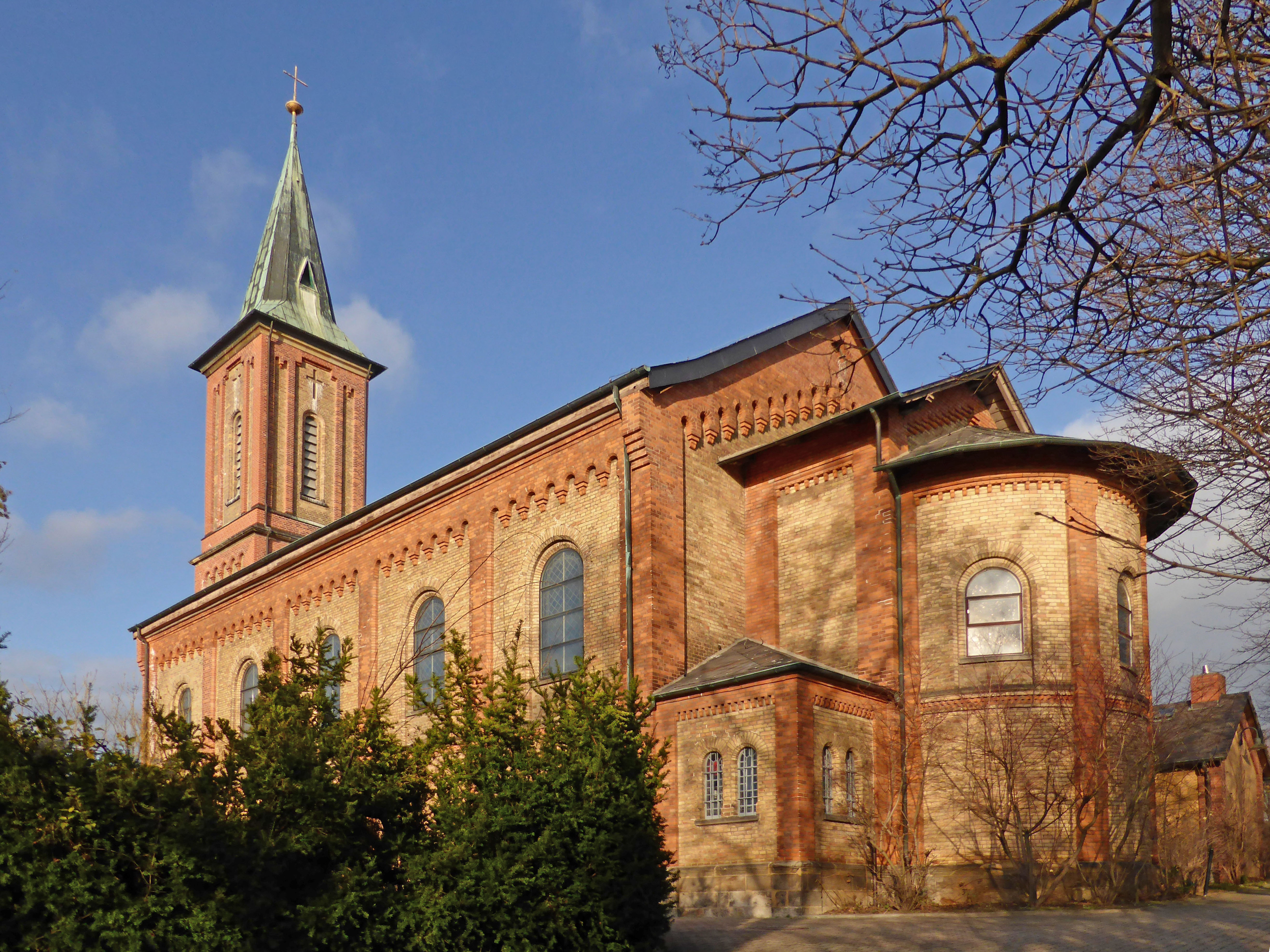
Außenansicht

Die Kirche St. Marien, teilweise auch Unbefleckte Empfängnis Mariä genannt, ist die katholische Kirche in Schladen, einem Ortsteil der Gemeinde Schladen-Werla im Landkreis Wolfenbüttel in Niedersachsen. Sie ist eine Filialkirche der Pfarrgemeinde St. Mariä Verkündigung mit Sitz in Liebenburg, im Dekanat Goslar-Salzgitter des Bistums Hildesheim. Die nach dem Marientitel Unbefleckte Empfängnis benannte Kirche steht auf dem Grundstück Am Weinberg 3.

## Geschichte
Im 16. Jahrhundert erfolgte durch Julius, Herzog zu Braunschweig und Lüneburg und Fürst von Braunschweig-Wolfenbüttel, die Einführung der Reformation in Schladen. Nach der Wiederherstellung des Hochstifts Hildesheim blieb zwar die alte Dorfkirche evangelisch, jedoch konnte Maximilian Heinrich von Bayern, der von 1650 bis 1688 Bischof von Hildesheim war, in der Burg Schladen 1667 wieder eine katholische Amtspfarrei einrichten und 1686 ein katholisches Gotteshaus mit dem Patrozinium Mariens weihen. Bereits ab 1679 wurden in Schladen katholische Kirchenbücher geführt.
Nach der Säkularisation 1802 wurde die bischöfliche Burg Staatsdomäne. Darum begann die Errichtung neuer Pfarrgebäude auf dem Weinberg aus Mitteln des Säkularisationsausgleichs. Zunächst wurde dort 1858 ein Pfarr- und Schulhaus gebaut. 1864 bis 1868 folgte der Bau einer dem heiligen Josef von Nazaret gewidmeten Kirche. Am 29. Juni 1869 wurde diese Kirche von Bischof Eduard Jakob Wedekin geweiht. Erbauer beider Gebäude war Pastor Wilhelm van der Halben, der von 1854 bis zu seinem Tod am 23. Dezember 1885 in Schladen tätig war und auf dem angrenzenden Friedhof bestattet wurde.
1869 wurde auch die barocke Nepomuk-Statue, die zuvor auf der Torbrücke der Burg (Domäne) gestanden hatte, zur neuen Kirche versetzt.
Am 26. Juni 1905 brannte die Kirche infolge eines Blitzschlags aus. 1906 wurde die Kirche wieder aufgebaut und am 18. August 1907 durch Bischof Adolf Bertram zu Ehren Mariens geweiht, der heilige Joseph wurde Nebenpatron.
Nach der Liturgiereform des Zweiten Vatikanischen Konzils wurde die Kanzel entfernt und der Innenraum umgestaltet.
Von 1981 an erfolgte auch die Betreuung der Kirche St. Clemens in Hornburg, die zuvor von der Pfarrvikarie St. Bernward in Börßum versorgt worden war, durch die Pfarrei Schladen. Damals kam die Pfarrei Schladen zum Dekanat Wolfenbüttel. Am 1. September 2003 wechselte die Pfarrei Unbefleckte Empfängnis Mariä in Schladen mit ihrer Kuratie St. Clemens in Hornburg vom Dekanat Helmstedt-Wolfenbüttel in das Dekanat Goslar.
Seit dem 1. Juli 2007 gehört die Kirche zum damals neu errichteten Dekanat Goslar-Salzgitter und zur Pfarrei St. Mariä Verkündigung in Liebenburg.

## Architektur und Ausstattung

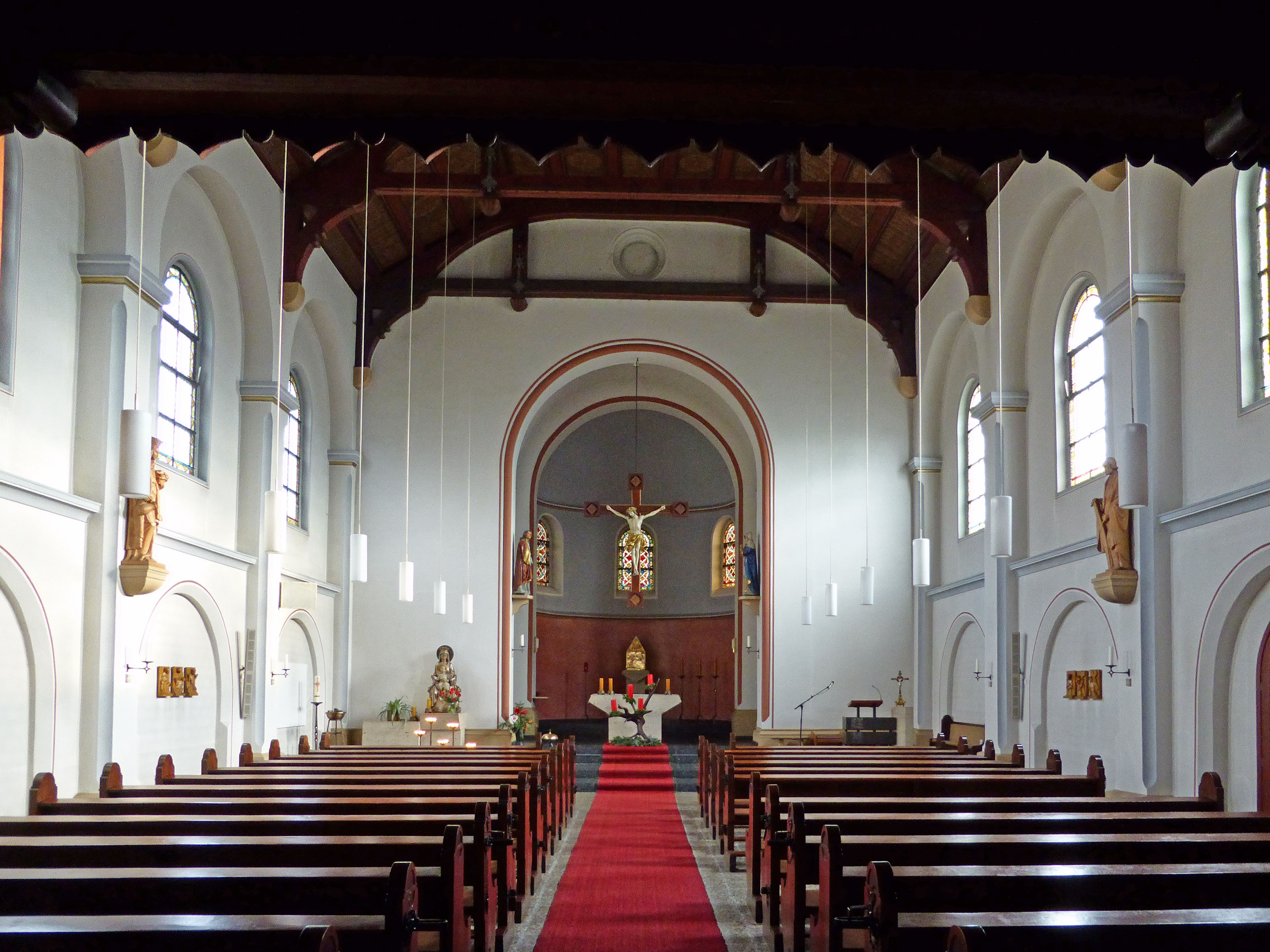
Innenansicht

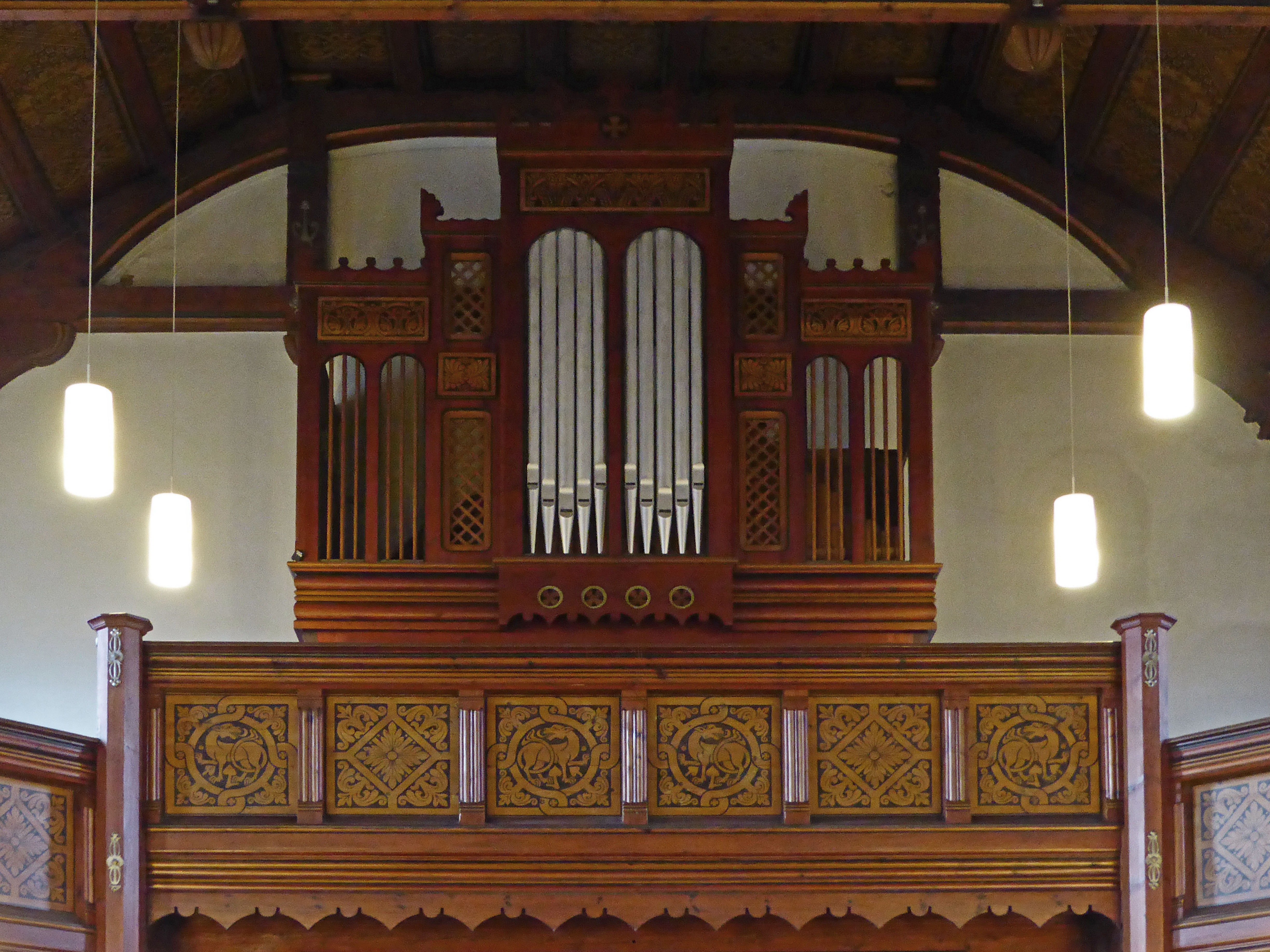
Orgel

Die geostete Kirche mit ihrem kreuzbekrönten Glockenturm ist durch ihre erhöhte Lage in knapp 115 Meter Höhe über dem Meeresspiegel schon von der Bundesautobahn 36 aus sichtbar. Das Kirchenschiff bietet 162 Sitzplätze und wird von einer bemalten Holzdecke abgeschlossen. Im Vorraum befinden sich eine Kopie der Bronzestatue des hl. Petrus im Petersdom, ein Missionskreuz sowie der Schriftenstand. Unter der Orgelempore haben eine Pietà und der Beichtstuhl ihren Platz; neben der Pietà ein Totenbuch, in dem die Verstorbenen der Kirchengemeinden St. Marien und St. Clemens (Hornburg) verzeichnet sind. An den Seitenwänden hängen 15 als Holzreliefs ausgeführte Kreuzwegstationen. Zur Innenausstattung gehören ferner eine Marienstatue, vor der Opferkerzen aufgestellt werden können, sowie Statuen der heiligen Elisabeth von Thüringen und Josef von Nazaret sowie ein kleines Taufbecken. Der Ambo ist mit den vier Evangelistensymbolen versehen, der Altarraum mit einer Kreuzigungsgruppe. Die Orgel ist ein Werk von P. Furtwängler & Hammer aus Hannover. Das mit Kegelladen und pneumatischer Traktur ausgestattete Instrument verfügt über 15 Register auf zwei Manualwerken und Pedal und wurde 1907 als Opus 584 erbaut. 1956 erfolgte ein Umbau der Orgel durch den Orgelbauer Hans-Heinz Blöß aus Oker.
Etwas unterhalb der Kirche befindet sich eine Statue des heiligen Johannes Nepomuk sowie eine Stele, die 1993 von der örtlichen Kolpingfamilie anlässlich ihres 40-jährigen Bestehens gestiftet wurde. Unweit der Kirche befindet sich der katholische Friedhof von Schladen mit einer eigenen Kapelle, auf dem unter anderem die Schladener Geistlichen Pastor Wilhelm van der Halben († 1885), Kaplan Heinrich Mittstieg († 1903) und Dechant Gottfried Ohlms († 1909) bestattet wurden. Im Vorraum der Kapelle ist eine Kriegergedenktafel angebracht.